# Plocamionida topsenti
Plocamionida topsenti är en svampdjursart som beskrevs av Burton 1954. Plocamionida topsenti ingår i släktet Plocamionida och familjen Hymedesmiidae.
Artens utbredningsområde är havet utanför Grenada. Inga underarter finns listade i Catalogue of Life.